# فلسطينيو المملكة المتحدة
فلسطينيو المملكة المتحدة (بالإنجليزية: Palestinians of the United Kingdom) ، ويعرفون أيضاً الجالية الفلسطينية في بريطانيا، هم الفلسطينيون اللذين يعيشون في المملكة المتحدة، ولديهم العديد من المؤسسات الفلسطينية في مختلف أنحاء بريطانيا، وفي الأماكن التي يتمركز فيه الوجود الفلسطيني يمارسون حياتهم، ويملكون الجنسية البريطانية والإقامة الدائمة حسب الأصول.

## المؤسسات الفلسطينية في بريطانيا
- رابطة الجالية الفلسطينية في بريطانيا  وهي أكبر المؤسسات.[3]

- حملات التضامن مع فلسطين،في برايتون، في اسكتلندا، في كيمرو– ويلز، حركة التضامن الدولية – فرع لندن.

- الاتحاد العام لطلبة فلسطين – فرع المملكة المتحدة، مجلس التفاهم العربي البريطاني.

- أصدقاء فلسطين في نقابة العمال.

- أصدقاء الأقصى، انتربال (جمعية خيرية فلسطينية)، نادي أصدقاء فلسطين في جامعة UCL،

- نادي فلسطين في جامعة SOAS، مركز العودة. الفلسطيني، صندوق توماس هرندال.

- وديعة الجامعات للتبادل التعليمي مع فلسطين.

- مؤسسة عبد المحسن قطان.

- أصدقاء جامعة بيرزيت.

- المساعدات الطبية للفلسطينيين، زيتون.

- اللجنة البريطانية لجامعات فلسطين  تأسست من قبل الأكاديميين البريطانيين لدعم الجامعات والطلاب والموظفين الفلسطينيين وتعزيز المقاطعة الأكاديمية لإسرائيل.[4]

## السلك الدبلوماسي
- في عام 1973م افتتح مكتب يتبع منظمة التحرير الفلسطينية  لتمثيل الفلسطينيين في بريطانيا، بإدارة سعيد حمامي، الذي اغتيل في عام 1978م، ليتولى مكانه في إدارة مكتب منظمة التحرير، حتى عام 1982م، نبيل رملاوي، ثم فيصل الوحيدي، ثم عفيف صافية حتى عام 2005م، وفي عهده تأسست رابطة الجالية الفلسطينية في المملكة المتحدة، وخلفه كمفوض عام لفلسطين في المملكة المتحدة  امنويل حسسيان.

- تحتفظ بريطانيا بقنصلية في القدس تقدم الخدمات العامة وتعزز المصالح البريطانية في القدس و‌الأراضي الفلسطينية،  وتدير برنامجًا للمعونة والعمل التنموي.[5]

## عدد الفلسطينيين في بريطانيا
بلغ عدد أبناء الجالية الفلسطينية في المملكة المتحدة 20.000، حسب معلومات مدير عام دائرة شؤون المغتربين في منظمة التحرير الفلسطينية السيد حسين عبد الخالق، 2022.

## الحفاظ على الهوية الفلسطينية
مجتمع الشتات الفلسطيني في بريطانيا يعمل بجهد من أجل الحفاظ على هويته الفلسطينية، وما أنجزه من خطوات على هذا الطريق:
إيجاد الجمعيات والروابط والأندية الهادفة إلى دعم مجتمعهم في بريطانيا وحماية مصالحهم السياسية والاجتماعية في نطاق النظام السياسي البريطاني.

## الجمعيات الفلسطينية في بريطانيا
- النادي العربي

- مركز العودة الفلسطيني

- مجلس تعزيز التفاهم العربي ـ البريطاني

- رابطة الجالية الفلسطينية

- جمعية العون الطبي الفلسطيني: تعتبر “جمعية العون الطبي الفلسطيني” من أهم جمعيات العون العربية المسجلة في بريطانيا.  - غايتها خدمة اللاجئين الفلسطينيين في لبنان وفلسطين.  - أسست من 6 من النشطاء نصفهم أطباء في أعقاب مجزرة صبرا وشاتيلا عام 1982.  - الهدف دعم جمعية الهلال الأحمر الفلسطيني والمؤسسات الصحية الأخرى.  - تحظى هذه الجمعية بالدعم من الحكومة البريطانية وبالتمويل من الاتحاد الأوروبي.[9]

## حملة التضامن مع فلسطين PSC في بريطانيا
هي واحدة من أهم الجمعيات الأهلية للتضامن على الساحة البريطانية، وهي تأسست عام 1982 من بريطانيين وعرب، وترعى برامج تبادل تربوي بين الطلاب البريطانيون والفلسطينيون وهي منظمة مستقلة غير ربحية.

## الأمل والعمل والمستقبل واللغة
- يأمل بعض الفلسطينيين في المملكة المتحدة العودة إلى فلسطين يومًا ما.

- أصبح آخرون مواطنين بريطانيين وهم راضون بالعيش في المملكة المتحدة.[10]

- اللغة الأولى للفلسطينيين هي العربية.

- يرغب الآباء في أن يتعلم أطفالهم التحدث باللغة العربية الصحيحة حتى لا يفقد الجيل القادم ثقافته القديمة. بالإضافة إلى اللغة العربية، يتحدث الفلسطينيون في المملكة المتحدة اللغة الإنجليزية أيضًا.

- الفلسطينيون الذين يعيشون في المملكة المتحدة هم مجموعة مختلطة. وبعضهم من ذوي التعليم العالي ويعمل في المهن والمجالات الأخرى.[11]